# Unione Sportiva Civitanovese 1988-1989
Questa pagina raccoglie le informazioni riguardanti l'Unione Sportiva Civitanovese nelle competizioni ufficiali della stagione 1988-1989.

## Rosa
| N. |                   | Ruolo | Calciatore          |
| -- | ----------------- | ----- | ------------------- |
|    | Italia (bandiera) | A     | Leonardo Antonini   |
|    | Italia (bandiera) | C     | Walter Berlini      |
|    | Italia (bandiera) | A     | Gaetano Calvaresi   |
|    | Italia (bandiera) | C     | Fabio Cancellier    |
|    | Italia (bandiera) | C     | Luca Cerqueti       |
|    | Italia (bandiera) | C     | Romano Corradetti   |
|    | Italia (bandiera) | C     | Gianluca De Angelis |
|    | Italia (bandiera) | P     | Lorenzo Di Iorio    |
|    | Italia (bandiera) | C     | Paolo Esposto       |
|    | Italia (bandiera) |       | Ferraiulo           |

| N. |                   | Ruolo | Calciatore            |
| -- | ----------------- | ----- | --------------------- |
|    | Italia (bandiera) | D     | Michele Moscetta      |
|    | Italia (bandiera) | A     | Giancarlo Pediconi    |
|    | Italia (bandiera) | A     | Enrico Rubicondi      |
|    | Italia (bandiera) | C     | Fabio Scipioni        |
|    | Italia (bandiera) | C     | Massimo Scoponi       |
|    | Italia (bandiera) | D     | Luca Tomassetti       |
|    | Italia (bandiera) | D     | Filippo Torresi       |
|    | Italia (bandiera) | D     | Alessandro Tramannoni |
|    | Italia (bandiera) | C     | Claudio Tridici       |
|    | Italia (bandiera) | P     | Federico Verdini      |